# 柏树镇
柏树镇，是中华人民共和国四川省达州市宣汉县下辖的一个乡镇级行政单位。2020年6月，撤销天宝乡，将原天宝乡大沙村所属行政区域划归柏树镇管辖。

## 行政区划
柏树镇下辖以下地区：
龙昌社区、石板梁村、水磨村、东岳村、三河坝村、左右场村、太原村、峨风村、太平寨村、九军村、岩口村和月潭村。